# Jan Romiszewski (sekretarz królewski)
Jan Romiszewski inna forma nazwiska Ioannes Romiszowski herbu Jelita (ur. 1610, zm. w maju 1670 w Krakowie) – sekretarz królewski (od 1634), kanonik gnieźnieński (1640-1649, 1653), łęczycki (1642-1657), krakowski (1635-1633, 1655), poznański (1631, 1637), scholastyk kapituły krakowskiej (1636-1670), proboszcz łaski, infułat, prepozyt łaski (1632-1633, 1644-1669), prałat i kustosz katedry krakowskiej (1635-1636), dziekan łęczycki i wolborski, deputat na Trybunał Koronny (1638-1648)

## Życiorys
Syn Mikołaja i Małgorzaty Sarnowskiej z Osiny. Bratanek kasztelana rospierskiego Jana Romiszewskiego. Brat cioteczny wojewody podlaskiego Stanisława Warszyckiego i krewny kanclerza wielkiego koronnego bp. Jakuba Zadzika.
Zaufany współpracownik kanclerza wielkiego koronnego bp. krakowskiego Jakuba Zadzika. Wraz z abp. Maciejem Łubieńskim był egzekutorem testamentu bp. Zadzika.
Janowi Romiszewskiemu dedykowali swe dzieła:
- Szymon Starowolski – Laudatio Almae Academiae Cracoviensis z 1639, będące kontynuacją pracy Szymona Mamyckiego Pilznianina i Andrzeja Frycza Modrzewskiego oraz Wielkiego Korabiu Wielki Sternik [...] X. Iakvb Zadzik, Biskvp Krakowski, Xiązę Siewierski z 1642
- Andrzej Kucharski - Exemplar Optimi Patriæ Civis & Vigilantissimi Ecclesiæ Præsvlis… z 1642
- Andrzej Lipnicki, profesor retoryki przy szkole nowodworskiej - Icon Immortalitatis Virtvtvm, panegiryk na cześć bp. Zadzika z 1642
- Bartłomiej Soski - Pallas Academica… z 1648
- Wojciech Wałkowicz - Qvæstio Philosophica De Anima Hvmana z 1649
Profesor Kolegium św. Floriana w Krakowie. Sprawował nadzór nad Akademią Krakowską. W 1656 kandydat na godność biskupa sufragana gnieźnieńskiego. Dokończył budowę kościoła w Rakowie (fundacji bp. Zadzika)
W 1667 z kamienicy Jana Romiszewskiego na ul. Kanoniczej w Krakowie król Jan Kazimierz obserwował, zmierzający na Wawel, kondukt żałobny swej żony – Ludwiki Marii Gonzagi.
Starszy Arcybractwa Miłosierdzia i Banku Pobożnego ks. Piotra Skargi w Krakowie w latach 1651-1653 i 1665-1668.
Zmarł w maju 1670 w Krakowie. Pochowany w katedrze na Wawelu.